# GAU–19

A GAU–19 egy 12,7 milliméteres elektromos meghajtású, Gatling-rendszerű géppuska, amelyet napjainkban a General Dynamics vállalt gyárt. A 12,7x99mm-es NATO lőszert tüzelő háromcsövű géppuska tűzsebessége 1000-2000 lövés/perc között állítható és rendszerint helikopterek és harcjárművek fegyveréül szolgál. A fegyver hatásos lőtávolsága mintegy 1800 méter. Napjainkban tucatnyi ország hadereje alkalmazza ezt a fegyvert.

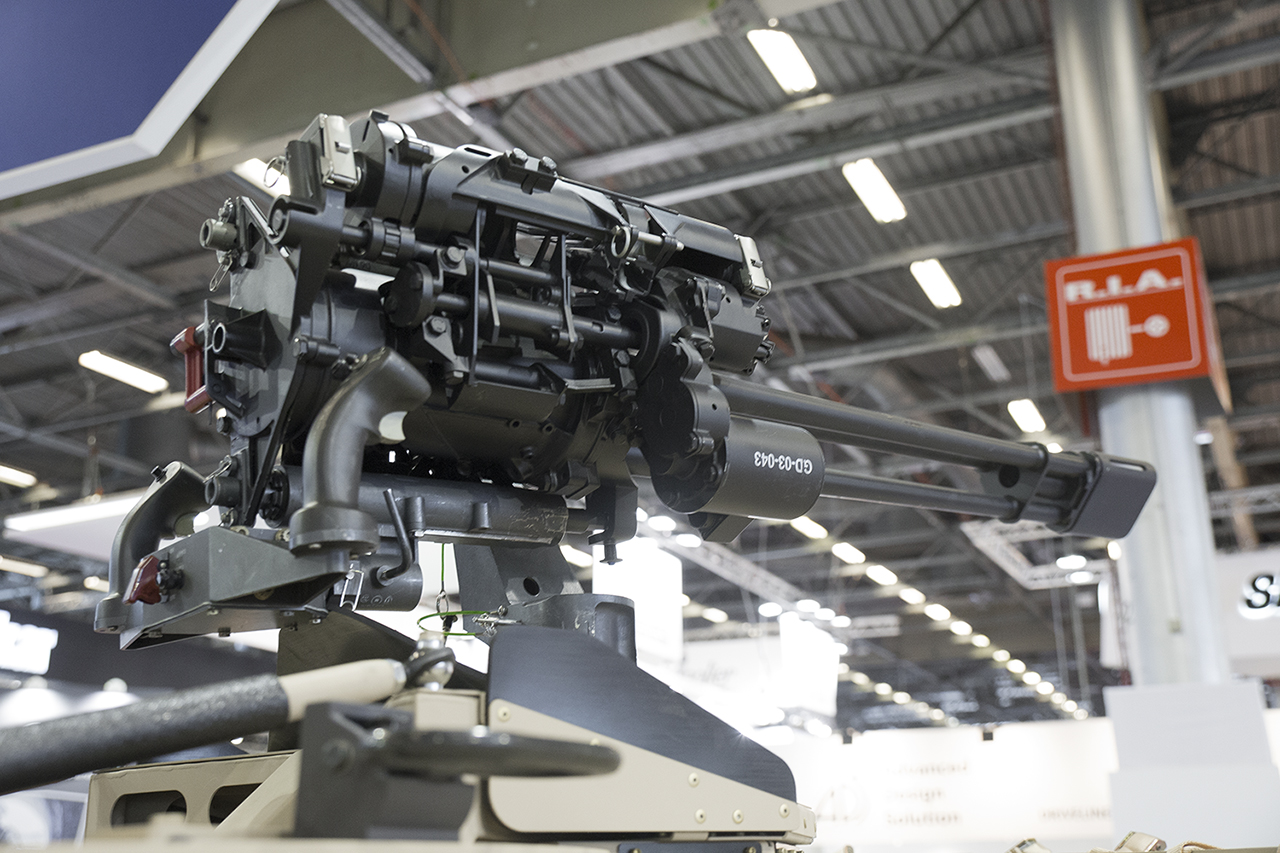
GAU-19 egy kiállításon
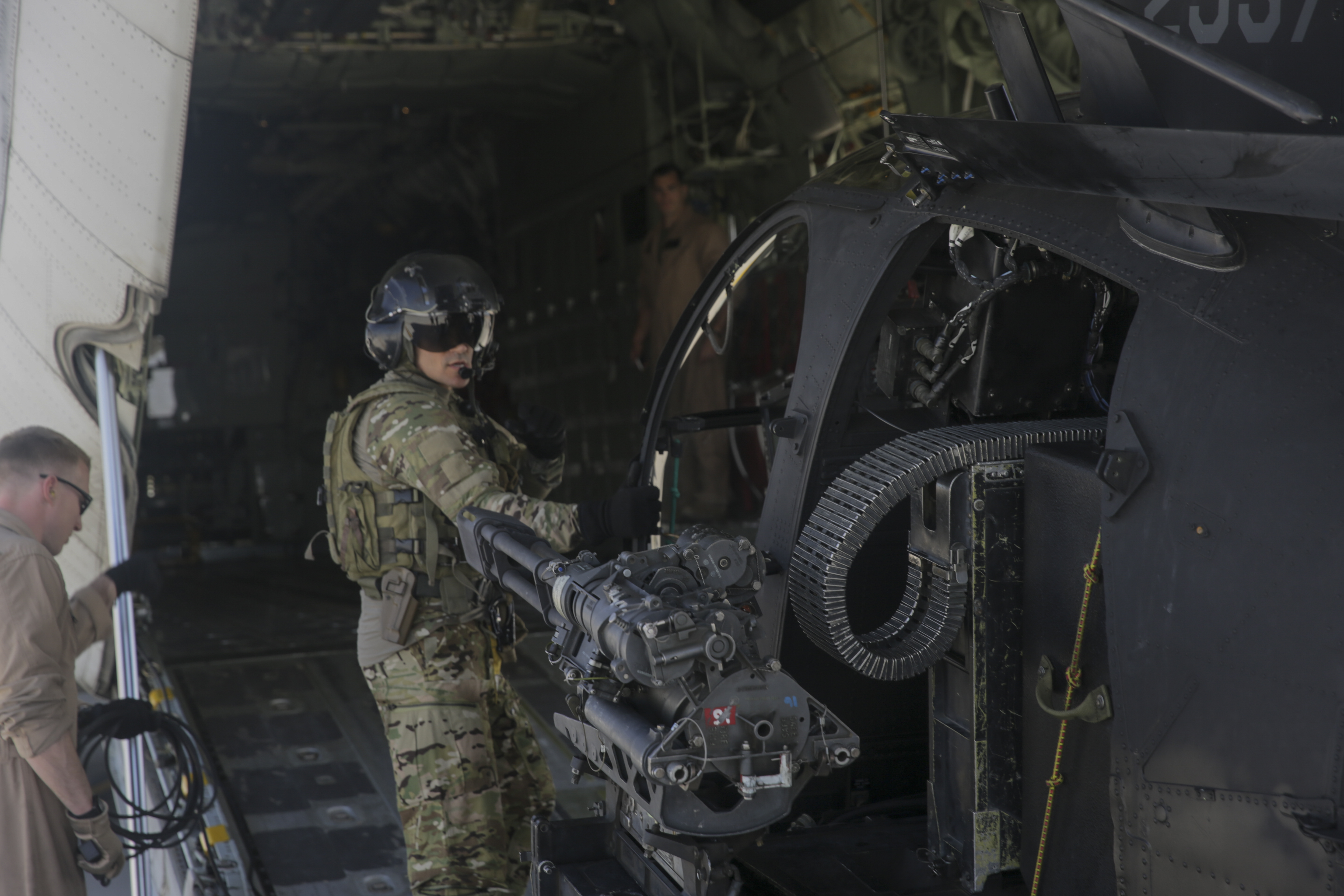
GAU-19 egy "Little Bird" támadó helikopteren
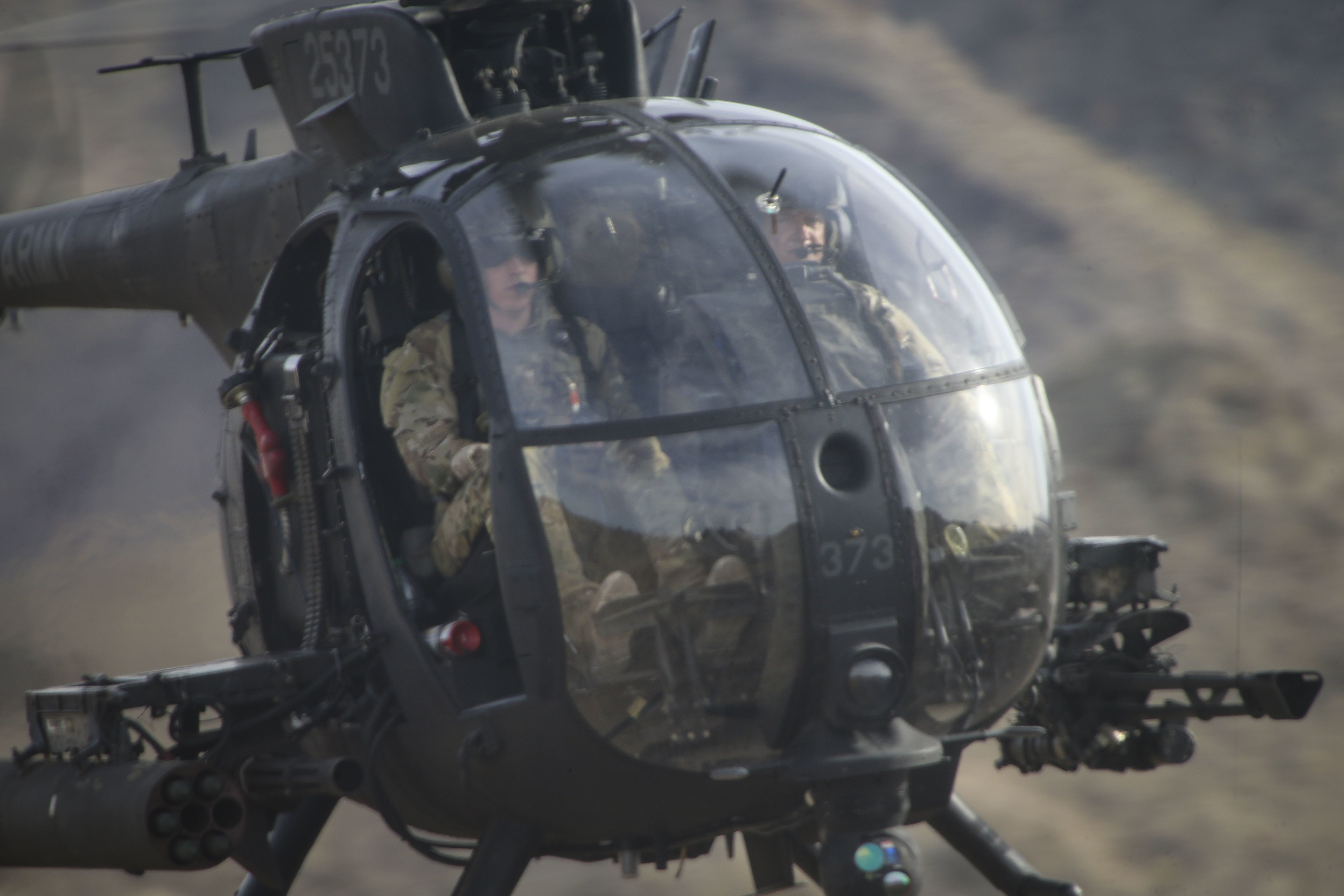
GAU-19 egy "Little Bird" támadó helikopteren (jobb szélen)